# Arcovestia ivanovi
Arcovestia ivanovi är en ringmaskart som beskrevs av Southward och Galkin 1997. Arcovestia ivanovi ingår i släktet Arcovestia och familjen skäggmaskar. Inga underarter finns listade i Catalogue of Life.